# Скуриа
Скуриа (груз. სკურია) — село в Грузии, на территории Сенакского муниципалитета края (мхаре) Самегрело-Верхняя Сванетия.

## География
Село находится в западной части Грузии, к западу от реки Циви (правый приток Риони), на расстоянии приблизительно 5 километров (по прямой) к северо-западу от города Сенаки, административного центра муниципалитета. Абсолютная высота — 53 метра над уровнем моря.

## Население
По результатам официальной переписи населения 2014 года в Скурии проживало 92 человека (43 мужчины и 49 женщин). В национальной структуре населения грузины составляли 99,4 %.
| Год  | Население, человек |
| ---- | ------------------ |
| 2002 | 62                 |
| 2014 | ↗ 92               |